# Burtele-Fuß
Burtele-Fuß ist die Bezeichnung für acht zusammengehörige fossile Knochen vom rechten Fuß eines als hominin interpretierten Individuums, die im Zentrum der Afar-Region in Äthiopien entdeckt wurden. Burtele 1 und Burtele 2 sind zwei paläontologische Grabungsstätten im Woranso-Mille-Forschungsgebiet, knapp 50 Kilometer nördlich von Hadar und Gona. Erstmals wissenschaftlich beschrieben wurden die Fußknochen im März 2012 in Nature. Die ungefähr 3,4 Millionen Jahre alten Fossilien gelten als erster Beleg dafür, dass in dieser Epoche neben Australopithecus afarensis noch eine weitere – bislang namenlose – Art der Vormenschen in der heutigen Afar-Region gelebt hat.
Bei den Funden handelt es sich ausschließlich um Vorfußknochen, und zwar um die vollständig erhaltenen Mittelfußknochen der 1., 2. und 4. Zehe, den Kopf des Mittelfußknochens der 3. Zehe, die vollständig erhaltenen Grundglieder (Phalanges proximales) der 1., 2. und 4. Zehe sowie das vollständig erhaltene Mittelglied (Phalanx media) der 2. Zehe (Archivnummer BRT-VP-2/73a bis h aus der Grabungsstätte Burtele 2).
Den Beschreibungen der Ausgräber um Yohannes Haile-Selassie zufolge unterscheiden sich die Knochen in wesentlichen Merkmalen erheblich von den Australopithecus afarensis zugeschriebenen Fossilien; die Knochen weisen vielmehr Merkmale auf, die eine anatomische Nähe zum wesentlich älteren Ardipithecus ramidus nahelegen. Dies gelte insbesondere für die 1. Zehe (die große Zehe), die – wie beim 4,4 Millionen Jahre alten Fossil Ardi – weit abspreizbar war; der Besitzer des Fußes konnte sich demnach zu Lebzeiten auch mit Hilfe seiner großen Zehen gut auf Ästen festhalten. Eine Besonderheit ist ferner, dass der Mittelfußknochen der 4. Zehe länger ist als der Mittelfußknochen der 2. Zehe, was bislang weder bei Australopithecus noch bei Ardipithecus beobachtet wurde, wohl aber bei stammesgeschichtlich wesentlich älteren Menschenaffen des Miozäns wie zum Beispiel bei Proconsul. Alle Knochen sind zudem relativ lang und leicht gebogen, was ebenfalls auf eine zumindest zeitweise baumbewohnende Lebensweise schließen lässt.
Die vorläufige Zuordnung des „in mancherlei Beziehung affen-artigen Fußes“ zu einer Art der Hominini – also zu frühen Verwandten der unmittelbaren Vorfahren des Menschen – erfolgte vor allem deshalb, weil die Fußknochen zum einen eindeutig von den Merkmalen der Meerkatzenverwandten abzugrenzen seien; zum anderen gebe es zwar erhebliche Ähnlichkeiten mit den Gorillas (nicht aber mit den Schimpansen), überwiegend seien jedoch die den frühen Hominini zugeschriebenen Merkmale. Hierzu gehören insbesondere die Kontaktstellen zwischen den Knochen, aus denen „mehrere Hinweise auf evolutionäre Anpassung an den aufrechten Gang“ abgeleitet wurden.
Die Fossilien wurden bei ihrer wissenschaftlichen Beschreibung im Frühjahr 2012 weder einer bestimmten Gattung noch einer Art zugeordnet.

## Belege
1. ↑  Das Lemma ist angelehnt an die Bezeichnung Burtele foot, die im Begleitartikel von Nature zur ersten Beschreibung des Fossils gewählt wurde, siehe: Daniel E. Lieberman: Those feet in ancient times. In: Nature. Band 483, 2012, S. 550–551, doi:10.1038/483550a
2. ↑  Yohannes Haile-Selassie et al.: A new hominin foot from Ethiopia shows multiple Pliocene bipedal adaptations. In: Nature. Band 483, 2012, S. 565–569, doi:10.1038/nature10922
3. 1 2  Daniel E. Lieberman: Those feet in ancient times, S. 551